# Trattrankesläktet
Trattrankesläktet (Beaumontia) är ett släkte i familjen oleanderväxter med nio arter från östra och sydöstra Asien. Några arter odlas som växthusväxter och arten trattranka (B. grandiflora) säljs som frö i Sverige.
Släktet består av storväxta lianer och innehåller latex. Bladen är motsatta, vanligen med glandelkörtlar på bladskaften. Blomställningarna är knippen som är toppställda eller kommer i bladvecken. Blommorna är stora och doftande. Foderbladen är fria, stora och glandelhåriga. Kronan är vit och trattformad.

### Webbkällor
- Svensk Kulturväxtdatabas
- Flora of China - Beaumontia